# 구와나군

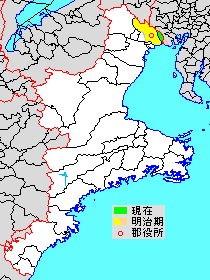
구와나 군의 위치

구와나군(일본어: 桑名郡, くわなぐん)은 일본 미에현에 있는 군이다.
인구 5,687명, 면적 15.74km², 인구밀도 361명/km².(2025년 3월 1일, 추계인구)
이하 1정으로 구성된다.
- 기소사키정(木曽岬町)

## 군역
1879년 구와나군 출범 당시의 군역은 기소사키정 외에 아래 행정 구역을 포함한다.
- 구와나시의 대부분
- 아이치현 야토미시의 일부
- 아이치현 아이사이시의 일부
- 기후현가이즈시의 일부

## 역사
- 2004년 12월 6일, 나가시하마 정, 다도 정이 구와나시에 편입되었다.